# Riu Banganga (Nepal)
Banganga (riu de la fletxa) és un riu del Nepal i l'Índia que neix al sud del Nepal i entra a l'Índia on desaigua al riu Burhi Rapti (vell Rapti) a la rodalia de Kabrahi Ghat. Es feia servir per dur fusta des del Nepal. Un riu amb el mateix nom va existir a la rodalia al sud del Rapti Occidental però modernament està sec i només en queda el llit. En el recorregut del Banganga, a vora quatre quilòmetres després de travessar la frontera entre Indo-nepalesa hi ha una presa de comportes (Presa de Banganga) d'uns cent-deu metres d'amplada (coordenades 27.150321, 83.120216).